# Деревинский сельский совет
Деревинский сельский совет (укр. Деревинська сільська рада) — входит в состав
Городнянского района
Черниговской области
Украины.

## История
Деревинский сельский совет как административная единица образован в 1932 году.

## География
Территория сельского совета занимает площадь 16,737 км². Деревинский сельский совет находится на севере района и области, близ государственной границы с Белоруссией. Расстояние до районного центра, города Городня, составляет 27 км по автодороге местного значения.

## Население
Численность населения сельского совета на 2001 год — 652 человека, на 2013 год — 473 человека.

## Инфраструктура
Единственный населённый пункт и административный центр сельского совета — село Деревины
.
Через территорию сельского совета проходит железная дорога, имеется одноимённая станция и пункт пограничного контроля на границе с Белоруссией.